# Grimsby Town (stacja kolejowa)
Grimsby Town – stacja kolejowa w Grimsby, w Anglii. Obsługuje około 385 tys. pasażerów rocznie.